# NGC 1469
NGC 1469 (również PGC 14261 lub UGC 2909) – galaktyka eliptyczna (E-S0), znajdująca się w gwiazdozbiorze Żyrafy. Odkrył ją Lewis A. Swift 24 lutego 1886 roku.